# Apollon (Dossi)
Pour les articles homonymes, voir Apollon (homonymie).
Apollon est une peinture à l'huile sur toile (194 × 118 cm) réalisée vers 1525 par le peintre italien de l'École de Ferrare Dosso Dossi. Elle est conservée à la Galerie Borghèse à Rome.

## Histoire
L'œuvre a sans doute été commandée par le duc de Ferrare Alphonse Ier d'Este. Elle pourrait faire allusion à sa liaison avec Laura Dianti, une dame de sa cour, après le décès de son épouse Lucrèce Borgia en 1519. Elle est probablement envoyée à Rome en 1598, lorsque le duché de Ferrare est dévolu aux États pontificaux. Des documents suggèrent toutefois que la peinture entre alors dans la collection Borghèse, à la suite de l'acquisition d’un groupe de peintures des Este à Ferrare, envoyées par le marquis Enzo Bentivoglio au cardinal Scipione Caffarelli-Borghese en 1607 : un bulletin de paiement enregistre en effet en 1612, la fourniture d’une nouvelle corniche pour le Portrait d’Orphée de Dossi.
Elle entre dans la collection Ludovisi où elle est mentionnée dans les inventaires de 1623 et 1633, peut-être offerte à Ludovisi par Scipione Borghese qui, vers 1621, a rendu un hommage appuyé au groupe de L'Enlèvement de Proserpine  du Bernin. Elle passe ensuite dans la collection du cardinal Luigi Capponi, qui en fait don par testament à la collection Borghèse en 1659,,,, comme un hommage à la famille du pape Paul V, qui l’a élu cardinal en 1608.

## Sujet
Le sujet est inspiré du mythe d'Apollon et Daphné tel que raconté dans les Métamorphoses d'Ovide : Apollon, en train de chanter son amour pour Daphné, s'interrompt lorsque la nymphe se transforme en laurier, au fond du paysage à gauche. L'histoire fait référence à la maitresse du duc : laurier-Laura. Apollon s'accompagne à la viole d'amour, instrument dont jouait le duc.
Dosso Dossi retravaille le contenu du mythe en le traduisant dans une iconographie originale. Il représente Apollon comme un musicien, dans un concert à peine interrompu : le dieu a fini son chant et détache l’archet de l’instrument ; il porte déjà la couronne de laurier en souvenir de sa bien-aimée. Ce chant, dont il n'est pas fait mention dans les sources, est généralement interprété comme l'expression du chagrin d'Apollon de ne pas s’être joint à Daphné. 
D’autres chercheurs évoquent la possibilité d’un thème allégorique, influencé par l’œuvre de l'humaniste Mario Equicola et donc à l’idée de la musique et de la poésie personnifiées par le dieu comme reflet de l’harmonie de l’univers ; ou encore en référence à l’interprétation du mythe d’Apollon et de Daphné dans les Dialogues d’amour de Léon l'Hébreu, œuvre d’une grande influence, qui souligne la signification cosmique de l’amour, dans une philosophie naturelle, qui prévoit la relation harmonique entre le monde supérieur, astral, et le monde terrestre.
La philosophie humaniste du XVIe siècle de l’amour constitue une valeur culturelle importante dans l’identification du contexte d’origine de l’œuvre, ainsi que dans la compréhension de sa destination. L'œuvre peut vouloir représenter l’instant d’une extase suspendue par le refus de l’amour, cause de la rupture de l’harmonie amoureuse, peut-être un avertissement à rechercher, non pas à fuir, l'union dans l’amour : Daphné, pour ne pas avoir accepté l’union harmonieuse avec le dieu, apparaît lointaine, en arrière-plan, alors qu’elle se transforme en arbre.

## Analyse et style
La ligne générale rappelle le Torse du Belvédère au Vatican, que Dosso Dossi a peut-être étudié d'après nature lors de son probable séjour à Rome en 1520, ainsi que la peinture de Raphaël, notamment l’Apollon du Parnasse, par ailleurs muni comme celui de Dosso d'une lyre, et des nus de Michel-Ange, pour qui le Torse constituait un modèle antique de référence.
Une autre source iconographique pour la représentation du dieu en position statique, assis sur un rocher, peut être une pierre ancienne célèbre, qui se trouvait au Ca' Grimani de Venise : le dieu, après avoir laissé sa cithare, apparaît en train d’embrasser Daphné, qui se transforme déjà en laurier.
Le torse masculin est présenté à travers un naturalisme sensible, mis en évidence par le contraste profond des ombres et des lumières : une source de lumière latérale détermine l’ombre jetée par l’instrument sur la poitrine et l’épaule, tout en laissant la pleine lumière sur le visage, le flanc et la draperie verte aux bords brodés d’or, qui se détachent sur le profil sombre de la montagne.
La représentation simultanée d’Apollon musicien et la métamorphose de Daphné n’est pas fréquente dans les sources figuratives, même s'il existe quelques exemples, comme dans un tirage imprimé des Métamorphoses de Giovanni Andrea dell'Anguillara (1584).